# Emelie Andersson
Marie Emelie Andersson, född 13 september 1996, är en svensk fotbollsspelare (försvarare) som har spelat för bland annat KIF Örebro i Damallsvenskan.

## Klubbkarriär
Anderssons moderklubb är IFK Skoghall. Som 14-åring gick Andersson till QBIK. Säsongen 2015 blev hon utsedd till klubben lagkapten. Mellan 2013 och 2015 spelade hon totalt 47 matcher och gjorde 10 mål i Elitettan.
Inför säsongen 2016 värvades Andersson av Mallbackens IF. Hon drabbades i april 2016 av en hjärtmuskelinflammation, men kom tillbaka och spelade tio matcher för klubben i Damallsvenskan 2016.
I november 2016 värvades Andersson av KIF Örebro, där hon skrev på ett tvåårskontrakt.

## Landslagskarriär
Andersson representerade Sverige i U19-EM i Israel 2015, där Sverige vann guld.